# Microrégion d'Itajaí
La microrégion d'Itajaí est l'une des quatre microrégions qui subdivisent la région de la vallée du rio Itajaí de l'État de Santa Catarina au Brésil.
Elle comporte douze municipalités qui regroupaient 571 027 habitants après le recensement de 2010 pour une superficie totale de 1 550 km2.

## Municipalités
- Balneário Camboriú
- Balneário Piçarras
- Barra Velha
- Bombinhas
- Camboriú
- Ilhota
- Itajaí
- Itapema
- Navegantes
- Penha
- Porto Belo
- São João do Itaperiú